# 1465
1465 (MCDLXV) je bilo navadno leto, ki se je po julijanskem koledarju začelo na torek.

## Dogodki
- 1. januar

## Rojstva
- Filotej iz Pskova, ruski pravoslavni iguman († 1542)
- Mehmed I. Geraj, kan Krimskega kanata († 1523)